# Alopecosa osellai
Alopecosa osellai är en spindelart som beskrevs av Lugetti och Ezio Tongiorgi 1969. Alopecosa osellai ingår i släktet Alopecosa och familjen vargspindlar.
Artens utbredningsområde är Spanien. Inga underarter finns listade i Catalogue of Life.